# Meralgia paraesthetica
Meralgia paraesthetica (auch Leistentunnel-, Inguinaltunnel- oder Bernhardt-Roth-Syndrom und Bernhardtsche Lähmung) ist ein Nervenkompressionssyndrom bzw. eine Entzündung (Neuritis) des den seitlichen Teil des Oberschenkels versorgenden Hautnerven Nervus cutaneus femoris lateralis im Bereich des Leistenbands.
Die Meralgia paraesthetica ist eine isolierte Einengung (Kompression) des rein sensiblen Nervus cutaneus femoris lateralis. Dieser Nerv entstammt dem Plexus lumbalis und verlässt das Becken dicht an der Spina iliaca anterior superior und dringt hier durch die Fasern des Leistenbandes, wo er leicht eingeengt werden kann. Man spricht dann vom Inguinaltunnel-Syndrom, welches das dritthäufigste Engpass-Syndrom ist.
Die Benennung erfolgte nach dem deutschen Neurologen Martin Bernhardt und dem russischen Neurologen Wladimir Karlowitsch Roth.

## Ursachen
Die Ursachen der Meralgia paraesthetica sind häufig in einem mechanisch bedingten Druck unter dem Leistenband oder auch Druck- oder Zugeffekte im Nervenverlauf, v. a. am Austrittsort aus dem Becken (Kompressionssyndrome) zu finden. Aber auch eine Läsion des Nerven als Komplikation medizinischer Maßnahmen ist als Ursache nicht selten (zum Beispiel durch Knochenspanentnahme oder durch Beckenkammpunktion, selten auch nach Eröffnung der Bauchdecke z. B. im Rahmen einer komplizierten Appendektomie oder bei Hüftgelenksoperationen).
Von der Meralgia paraesthetica sind Männer dreimal so häufig betroffen wie Frauen.
Bei den Auslösern für einen mechanischen Druck sind typischerweise zu nennen:
- Direkter Druck durch enge Kleidung (z. B. Jeans) oder Sicherheitsgurte (Seat-Belt-Syndrom)[1]
- Schwangerschaft
- Gewichtszunahme (Hängebauch)
- Gewichtsabnahme (fehlendes Fettpolster)
- mechanische Irritationen durch Krafttraining der Leistenumgebung, insbesondere der Oberschenkelmuskeln und der Bauchmuskeln
- falsche Beckenhaltung durch Ungleichgewicht zwischen Rücken- und Bauchmuskulatur

Als nicht-mechanische Ursache kann eine Mononeuropathie im Rahmen eines Diabetes mellitus vorliegen.

## Symptome

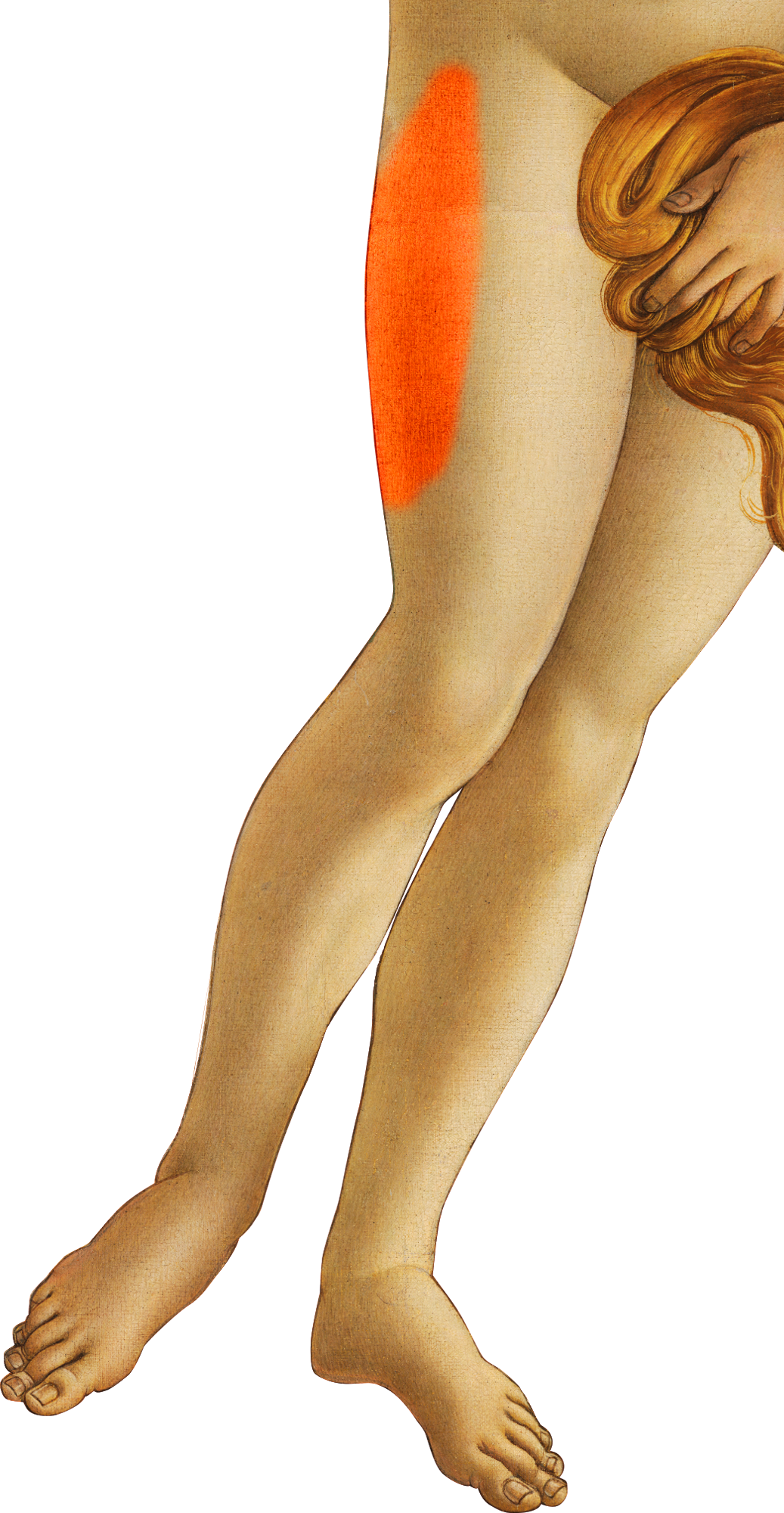
Schmerzausstrahlung bei Meralgia paraesthetica

Die Patienten klagen über brennende, eventuell nadelstichartige Schmerzen und Missempfindungen an der vorderen Oberschenkelaußenseite. Anfangs treten diese vor allem bei längerem Stehen oder bei länger gestrecktem Hüftgelenk auf (z. B. in Rückenlage). Die Haut wird überempfindlich, sodass selbst Kleidung kaum ertragen wird. Schmerzen können vermehrt in der Nacht auftreten (Meralgia paraesthetica nocturna), wenn das Bein komplett gestreckt ist. Es kann ebenfalls zu einem Sensibilitätsausfall kommen, der sich durch ein partielles Taubheitsgefühl der Haut im betroffenen und umliegenden Gebiet äußert.
Später kommt es zu vegetativen Störungen, zum Beispiel einem verminderten Haarwuchs im Versorgungsgebiet des Nerven (Hypotrichose) und zu einer Verdünnung der Haut. Die Sensibilität verschlechtert sich zunehmend und kann schließlich dauerhaft gestört bleiben, obwohl die Missempfindungen weiter bestehen.
Typisch ist, dass sich die Missempfindungen bei Hüftbeugung bessern. Umgekehrt lassen sie sich provozieren durch Überstreckung des Hüftgelenks bei gleichzeitiger Beugung im Knie in Seitenlage. Bei 2/3 der Patienten findet sich ein schmerzhafter Punkt knapp medial der Spina iliaca anterior superior.
Beachtenswert ist, dass es zu keiner motorischen Beeinträchtigung kommt, was die Meralgia paraesthetica von einer Radikulopathie unterscheidet.

## Behandlung
Wichtig ist es, die mögliche Ursache herauszufinden und die Therapie individuell auf die Bedürfnisse des einzelnen Betroffenen abzustimmen. Eine frühzeitige Therapie ist sinnvoll, da sich die Heilungsaussichten mit der Dauer einer Nervenschädigung verschlechtern. Vermeidung von enger Kleidung oder einer Streckhaltung des Hüftgelenks kann helfen. Bei einer Vielzahl der Betroffenen bildet sich die Symptomatik spontan zurück, wenn der auslösende Faktor beseitigt ist.
Möglich ist eine operative Dekompression oder Durchtrennung des Nerven (Schmerzfreiheit bei ca. 80 % der Patienten), in manchen Fällen können sich die Schmerzen jedoch verschlimmern.

### Medikamentöse Schmerzbehandlung
Akut und subakut können nichtsteroidale Antirheumatika versucht werden, ansonsten Pyrimidinnukleoside, Baclofen (ein im Gehirn/Rückenmark wirkendes Mittel zur Muskelentspannung) und bei eher paroxysmalen (anfallsartigen) Schmerzen Carbamazepin, Gabapentin oder Pregabalin. Zur Wirkstoffeinsparung (z. B. bei übermäßigen Nebenwirkungen) kann Carbamazepin (Gabapentin, Pregabalin) mit Baclofen kombiniert werden.

### Spezielle Schmerztherapie
Therapeutische Lokalanästhesie (Behandlung mit einem örtlichen Betäubungsmittel bzw. Lokalanästhetika) bei der Meralgia paraesthetica:
Wiederholte Nervenblockaden/Betäubungen des N. cutaneus femoris lateralis mit 5–8 ml Bupivacain 0,25 % im Winkel zwischen Spina iliaca anterior superior und dem Leistenband. In hartnäckigen Fällen kontinuierliche 3-in-1-Blockade mittels N.-femoralis-Katheter.
Pharmakologisch bietet sich eine Therapie mit antineuropathisch wirksamen Medikamenten, wie Antikonvulsiva (z. B. Pregabalin) oder Antidepressiva (z. B. Amitriptylin) an.